# Tadeusz Tyrowicz
Tadeusz Tyrowicz (ur. 24 sierpnia 1893 we Lwowie, zm. 19 grudnia 1978 w Krakowie) – polski inżynier, przedsiębiorca i przemysłowiec, major łączności Wojska Polskiego.

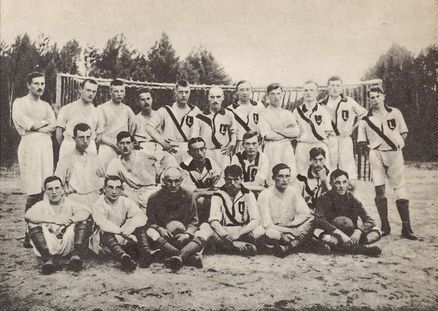
Tadeusz Tyrowicz jako piłkarz Legii w 1916 (stoi szósty od lewej)

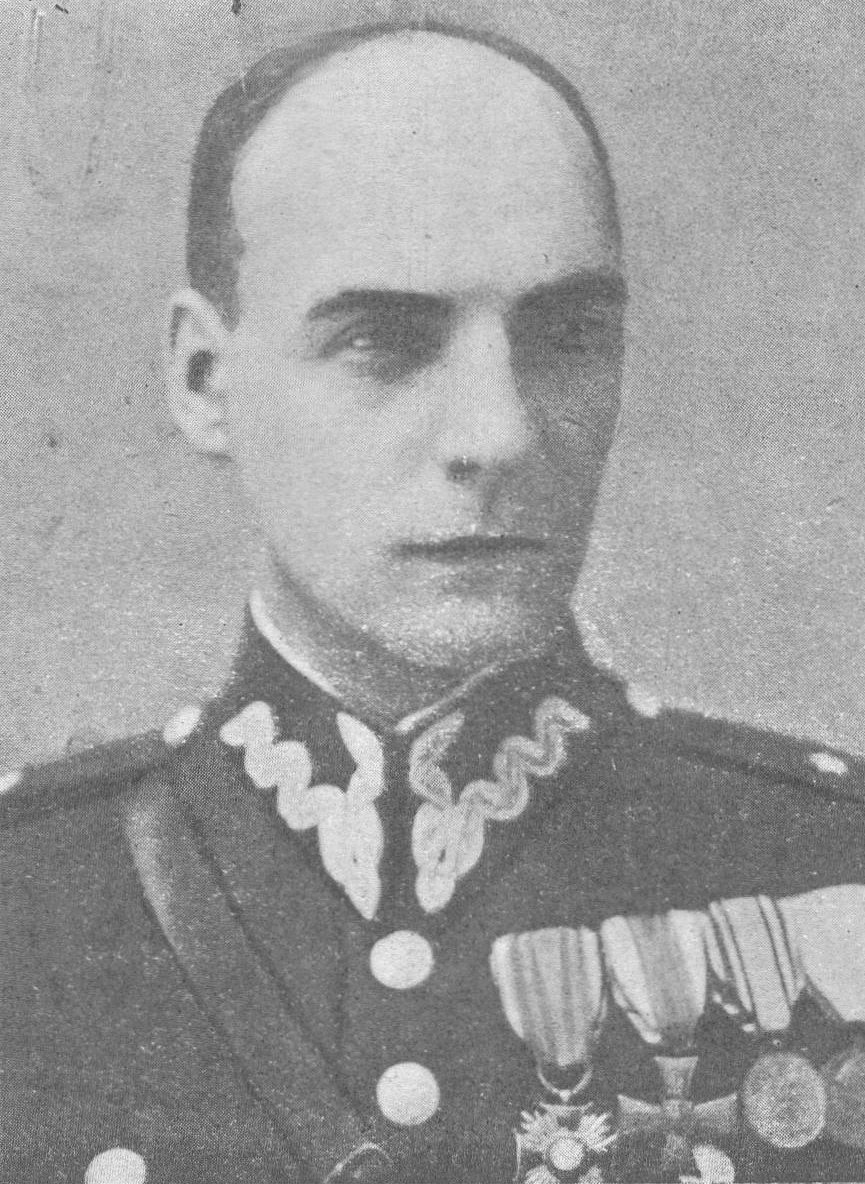
Major Tadeusz Tyrowicz (przed 1932)

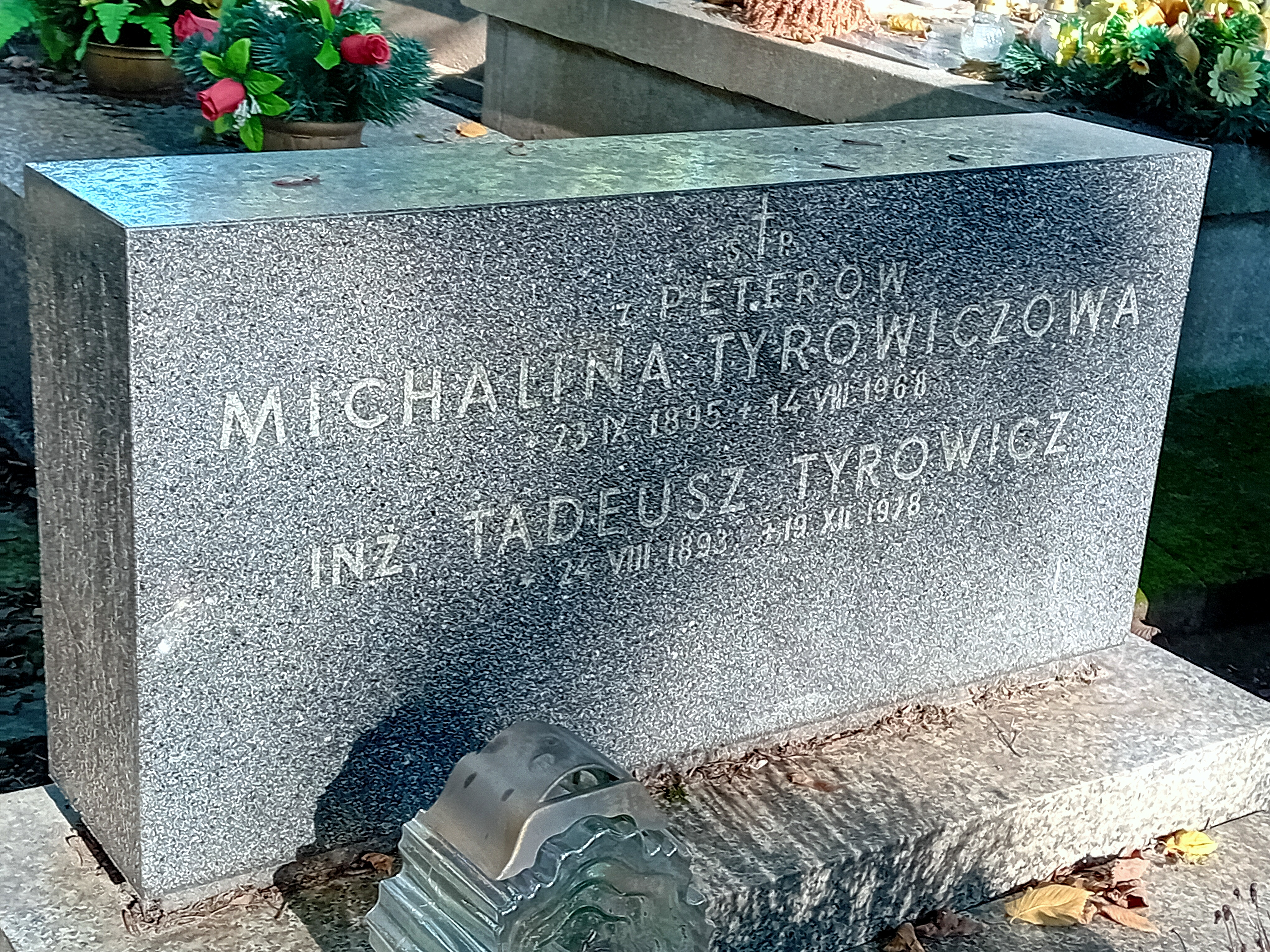
Grobowiec M. i T. Tyrowiczów

## Życiorys
Urodził się 24 sierpnia 1893 we Lwowie. Był synem lwowskiego rzeźbiarza Ludwika Tyrowicza (1861-1930) i Józefy z domu Iżykiewicz (1861-1920) oraz starszym bratem bliźniaków bratem Mariana (1901-1989) i Ludwika (1901-1958). Uczył się w szkole realnej we Lwowie. Od 1910 do 1914 studiował na Wydziale Inżynierii Lądowej Politechniki Lwowskiej.
Po wybuchu I wojny światowej i przerwaniu studiów służył w szeregach Legionów Polskich. W 1915 był żołnierzem oddziału telefonicznego Komendy LP. Mianowany plutonowym. Był internowany w Huszt i w Bustyaháza. Następnie, do listopada 1918 ukrywał się w Warszawie. Po odzyskaniu przez Polskę niepodległości został przyjęty do Wojska Polskiego i od listopada 1918 pracował w Ministerstwie Spraw Wojskowych, a potem w Departamencie Technicznym MSWoj.. 8 grudnia 1918 awansowany na stopień oficerski podporucznika łączności. Potem awansowany na kapitana, w 1921 był w 1 batalionie zapasowym telegraficznym. Zweryfikowny w stopniu kapitana łączności ze starszeństwem z dniem 1 czerwca 1919, a następnie awansowany na stopień majora ze starszeństwem z dniem 15 sierpnia 1924. W 1923 jako oficer nadetatowy 1 pułku łączności był przydzielony do Centralnych Zakładów Wojsk Łączności w Warszawie. Od 1925 do 1927 był kierownikiem CZWŁ. Od 1927 do 1930 sprawował stanowisko szefa inżynierii Dowództwa Okręgu Korpusu Nr VI we Lwowie. W tym okresie, według stanu z 1928 jako oficer nadetatowy 1 p.ł. był przydzielony do tamtejszego 6 Okręgowego Szefostwa Łączności. W 1930 na własną prośbę został zwolniony ze stałej służby wojskowej. W 1934 jako major rezerwy był przydzielony do Oficerskiej Kadry Okręgowej nr VI jako oficer w dyspozycji dowódcy O. K. VI i pozostawał wówczas w ewidencji Powiatowej Komendy Uzupełnień Lwów Miasto.
Był też piłkarzem, podczas wojny grał w barwach Legii, a potem w Lechii Lwów jako napastnik lewoskrzydłowy. Po dokończeniu studiów w 1922 uzyskał dyplom inżyniera komunikacji. Po śmierci ojca (1930), został właścicielem rodzinnej firmy „Zakłady kamieniarskie L. Tyrowicz”. Kontynuował prace w tej branży, wykonując pomniki cmentarne.
Działał w organizacjach rzemieślniczych. W czerwcu 1937 został wybrany prezesem Izby Rzemieślniczej we Lwowie. Był członkiem Komitetu Organizacyjnego Obozu Zjednoczenia Narodowego. W wyborach samorządowych z maja 1939 uzyskał mandat radnego Rady Miasta Lwowa startując z Listy Chrześcijańsko-Narodowej jako kandydat Obozu Zjednoczenia Narodowego. We Lwowie zamieszkiwał przy ul. Piekarskiej 95.
Po wybuchu II wojny światowej brał udział w działaniach zbrojnych, potem był jeńcem oflagu VI B Dössel. W tym czasie we Lwowie po nastaniu okupacji sowieckiej w połowie września 1939 sąsiadujące ze sobą przedsiębiorstwa kamieniarskie Tadeusza Tyrowicza i Kazimierza Périera (syna Henryka) zostały przekształcone w Kooperatywę Armii Czerwonej. 
Od 1947 był wieloletnim pracownikiem Zjednoczenia Przemysłu Kamienia Budowlanego. Jako wykładowca pracował w Technikum Górnictwa Odkrywkowego w Krakowie. Opracował wiele podręczników i programów szkolnictwa kamieniarskiego i skalnego.
Był żonaty z Michaliną z domu Peter (189-1968). Miał syna. Zmarł 19 grudnia 1978 w Krakowie. Został pochowany na cmentarzu Rakowickim w Krakowie.

## Ordery i odznaczenia
- Krzyż Kawalerski Orderu Odrodzenia Polski (po 1945)[15]
- Krzyż Niepodległości (1937)[20][4]
- Krzyż Walecznych (przed 1923)[8][4]
- Złoty Krzyż Zasługi (przed 1938[1][4], po 1945)[15]
- Srebrny Krzyż Zasługi (po 1945)[15]
- Medal Pamiątkowy za Wojnę 1918–1921[1][4]
- Medal Dziesięciolecia Odzyskanej Niepodległości[1][4]
- odznaczenia ministra budownictwa i przemysłu materiałów budowlanych[15]